# Thurn und Taxis (Spiel)

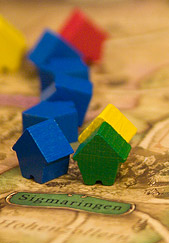
Spielsteine

Thurn und Taxis ist ein Brettspiel, das 2006 zum Spiel des Jahres gewählt wurde. Spieleautoren des Spieles sind das Ehepaar Karen und Andreas Seyfarth, es wurde vom Hans im Glück Verlag entwickelt und wird in Deutschland von Schmidt Spiele vertrieben. Es kann von zwei bis vier Spielern im Alter ab zehn Jahren gespielt werden.
Thurn und Taxis ist ein historisch an den Aufbau des Postsystems durch die reale Familie Thurn und Taxis angelehntes Spiel. Ziel des Spieles ist es, im Heiligen Römischen Reich deutscher Nation des 17. Jahrhunderts einen Postkutschenbetrieb mit möglichst langen und gewinnträchtigen Strecken aufzubauen. Es ist vor allem ein Taktikspiel, wobei der Spielerfolg in gewissem Maße vom Glück abhängt.

## Spielmaterial
- 01 Spielplan
- 80 Häuser
- 04 Farbkarten
- 20 Kutschenkarten
- 66 Stadtkarten
- 30 Bonusmarker
- 04 Kurzregeln in Deutsch und Englisch

## Spiel
Das Ziel ist es, Siegpunkte zu bekommen. Diese können durch viele verschiedene Faktoren beeinflusst werden: 
- Postkutschen, die mit der Länge der Routen verdient werden können.
- Bonuspunkte, die man z. B. bekommt, wenn man eine bestimmte Streckenlänge erreicht oder alle Städte in einem Land besetzt.
- Punkteabzug bekommt man, wenn man nicht alle Poststationen einsetzen konnte.

In jeder Runde muss man eine Stadtkarte aus einer Auswahl von sechs ausliegenden nehmen, eine von der Hand auslegen und damit eine Strecke auf- bzw. ausbauen. 
Variiert werden kann ein Zug durch Inanspruchnahme von einer von vier Amtspersonen.
Entweder kann der Spieler
- zwei statt einer Stadtkarte nehmen (Postmeister) oder
- zwei statt einer Stadtkarten zur Strecke hinzufügen (Postillion) oder
- alle sechs ausliegenden Stadtkarten mit Karten aus dem Stapel austauschen (Amtmann) oder
- schneller Postkutschen bekommen (Wagner).

Wenn eine Route mindestens drei Städte beinhaltet, kann diese durch Platzierung von Poststationen abgeschlossen werden. Dabei hat der Spieler die Wahl zwischen
- allen Städten einer einzelnen Region auf seiner Route oder
- einer einzelnen Stadt pro Region, bei überregionalen Routen.

Wenn ein Spieler alle seine Poststationen gesetzt oder die Postkutsche der siebten Stufe erworben hat, wird die Runde zu Ende gespielt. Dann erfolgt die Endwertung.

## Erweiterungen

### Der Kurier der Fürstin
Im Magazin spielbox, Ausgabe 5/2006, wurde exklusiv die Erweiterung Der Kurier der Fürstin veröffentlicht. Diese besteht aus einer Figur und Adelsbriefen, die zusätzliche Unterstützung durch Amtspersonen ermöglichen.

### Glanz und Gloria
Die erste offizielle Erweiterung Glanz und Gloria ist seit dem 29. Januar 2007 erhältlich. Inhaltlich stellt diese Erweiterung ein eigenständiges Spiel mit einem abgewandelten Spielmechanismus dar. Sie verfügt über einen komplett neuen Spielplan, der den Norden Deutschlands zeigt, und einen vollständigen neuen Kartensatz. Es fehlen allerdings die Posthäuser, die aus dem Grundspiel genommen werden müssen.

### Alle Wege führen nach Rom
Die 2008 erschienene, zweite offizielle Erweiterung Alle Wege führen nach Rom, enthält 2 neue Varianten:
- In Die Audienz macht sich der Klerus auf, das neue Reisemittel für eine Audienz beim Papst zu nutzen. Die Spieler schicken in fünf Holzkutschen ihre Geistlichen auf den Weg nach Rom. Sie versuchen, die Kutschen so zu lenken, dass sie zu einem möglichst günstigen Zeitpunkt ankommen. Mal gibt es lange Wege, mal kurze, und nur wer geschickt taktiert, wird zum Papst vorgelassen. Neben den Holzkutschen gehören Audienzplättchen und ein neuer Spielplan zum Material.
- In In Amt und Würden kommen neue Amtsplättchen, Übersichtstafeln und Siegpunkte als Material ins Basisspiel.